# Elleanthus lentii
Elleanthus lentii är en orkidéart som beskrevs av Barringer. Elleanthus lentii ingår i släktet Elleanthus och familjen orkidéer. Inga underarter finns listade i Catalogue of Life.